# Radivoj di Bosnia
Radivoj di Bosnia (in serbo croato Radivoj Ostojić, Радивој Остојић; prima del 1410 – fine maggio o inizi di giugno 1463) fu un membro della nobile famiglia dei Kotromanić che fu anti-re di Bosnia dal 1432 al 1435, quando perse tutto il controllo sul regno ma non rinunciò al titolo, e di nuovo dal 1443 al 1446, quando abbandonò le sue pretese.
Fu riconosciuto come legittimo sovrano dall'impero ottomano e dal despotato di Serbia, oltre che dalle case nobili bosniache dei Kosača e dei Pavlović, ma mai da qualche potenza occidentale. Per queste ragioni, Radivoj è raramente incluso nell'elenco dei sovrani di Bosnia.

## Biografia

### Primi anni
Radivoj era il maggiore dei due figli illegittimi di re Ostoja di Bosnia. Nato molto probabilmente prima del 1410, mentre Ostoja era sposato con Kujava Radinović, la madre dell'unico figlio legittimo del re, Stefano Ostojić. Come il fratello minore Tommaso, Radivoj era un figlio doppiamente adulterino, poiché il padre confessò al papa che anche la madre aveva un marito vivo al momento della loro nascita. Il cognome Kristić (o Krstić o Hrstić), che veniva spesso aggiunto al suo nome, derivava molto probabilmente dal nome della famiglia della madre. Alla morte di Ostoja, nel settembre del 1418, salì al trono il fratellastro maggiore di Radivoj, Stefano, che però fu deposto dal nipote e rivale del padre Tvrtko II nel 1421, morendo poco dopo.

### Anti-re
Radivoj iniziò a reclamare la corona nel 1428, ma non divenne un serio pretendente fino alla prima guerra di Canali del 1430-1433, quando l'impero ottomano gli prestò il proprio sostegno. In qualità di anti-re, Radivoj inviò una delegazione alla Repubblica di Ragusa nel 1431. L'anno successivo, la spia borgognona Bertrandon de la Broquière lo segnalò alla Sublime porta a chiedere aiuto a Murad II per la sua ascesa al trono. Il despota di Serbia Đurađ Branković e i nobili più potenti della Bosnia, Sandalj dei Kosača e Radoslav dei Pavlović, si schierarono a favore di Radivoj.
Nel 1433, Radivoj controllava la maggior parte del regno, mentre Tvrtko esercitava una propria influenza nella sola parte centrale e nord-occidentale. Alla fine Đurađ e i nobili persero interesse per Radivoj, ma gli ottomani persistettero nel perorare la sua causa e presero possesso di Bobovac a suo nome nel 1434. Gli ungheresi restituirono a Tvrtko Jajce, Hodidjed, Bočac e il castello di Komotin nella metà del 1434, ma persero tutto di nuovo a favore di Radivoj non appena si ritirarono e pare furono anche inseguiti finché non lasciarono la Bosnia. Ciò rese Radivoj de facto re di Bosnia, benché non venisse riconosciuto come monarca legittimo da nessuno Stato cristiano. Le fortune di Radivoj cessarono, tuttavia, quando gli Ottomani cessarono di sostenerlo nel 1435, ed egli fuggì alla corte dei Kosača, in Zaclumia, nella primavera del 1435. Tvrtko colse l'occasione e, sempre con l'aiuto delle armate ungheresi, si ristabilì nel regno. Radivoj continuò a professarsi re di Bosnia per il resto del regno di Tvrtko II, ma senza godere di alcun riconoscimento.
All'indomani della morte di Tvrtko II, avvenuta nel novembre del 1443 senza lasciare eredi, Radivoj si preoccupò subito di assicurarsi il potere, specie dopo essersi consultato con il nipote e successore di Sandalj, Stjepan Vukčić Kosača, con il quale risiedeva. Tvrtko, tuttavia, aveva volutamente escluso Radivoj dalla successione e pare ne designò il fratello minore, Tommaso, come suo erede. Quest'ultimo fu eletto re dalla maggioranza della nobiltà, nonostante i tentativi di Radivoj a Ragusa di impedire il riconoscimento del fratello quale successore. Una fazione filo-ottomana guidata da Stefano, che non aveva preso parte all'elezione, si dichiarò a favore di Radivoj. Ne scaturì una guerra trascinatasi fino al 1446, che si concluse con il riconoscimento di Tommaso come sovrano legittimo da parte di tutti i nobili e dello stesso Radivoj. Radivoj ricevette dal fratello un appannaggio che comprendeva le fortezze di Vranduk, vicino a Doboj, Sokolac, a ridosso di Gračanica e Komotin, vicino a Jajce.

### Al servizio del fratello re
Nel giugno del 1449, Radivoj sposò Caterina, la seconda delle tre figlie del nobile ungherese Nicola di Velika, che non aveva discendenti maschi. Il 19 giugno fu firmato un patto ereditario tra i due ai sensi del quale il matrimonio sarebbe stato contratto secondo il rito cattolico e che la coppia avrebbe ereditato un terzo della Slavonia e dei possedimenti ungheresi di Nicola dopo la morte di lui e della moglie Margherita. Radivoj, a sua volta, concesse metà dei suoi possedimenti in Bosnia e in Slavonia ai suoceri.  Caterina e Radivoj ebbero tre figli: Tvrtko e Giorgio, menzionati nel 1455, e Mattia, probabilmente il più giovane.

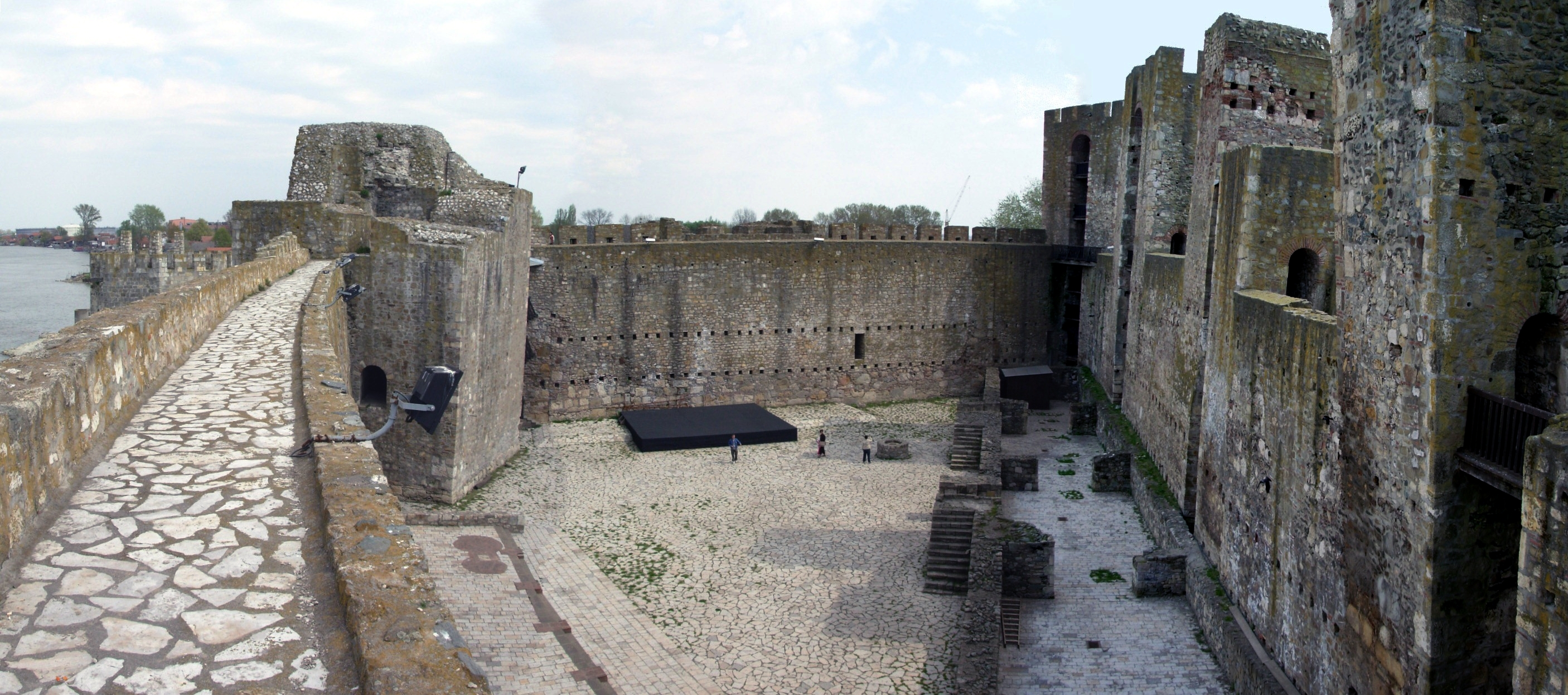
La fortezza di Smederevo

Radivoj trascorse il resto del regno di Tommaso in modo pacifico e aiutando il fratello quando necessario. Nel 1458 partecipò alle trattative con il re ungherese Mattia Corvino e la despota serba Elena Paleologa riguardo al matrimonio tra suo nipote Stefano Tomašević e la figlia di Elena, sua omonima, che divenne in futuro nota con il nome di Maria di Serbia. Re Tommaso inviò Radivoj in Ungheria in veste ambasciatore nel mese di ottobre. Nel gennaio dell'anno successivo, Radivoj accompagnò il nipote alla sessione della Dieta d'Ungheria a Buda, e due mesi dopo a Smederevo, dove Stefano sposò Elena e divenne il nuovo despota. A giugno, tuttavia, l'esercito ottomano attaccò la Serbia e si avvicinò alla fortezza di Smederevo. Non fu allestito alcun tentativo di difesa e Radivoj preferì negoziare la resa e un salvacondotto per la famiglia reale. Il re d'Ungheria accusò Radivoj e Tommaso di tradimento e di aver venduto la fortezza agli ottomani, «danneggiando la cristianità», motivo per cui confiscò i possedimenti che Radivoj deteneva nei suoi regni. Mattia si preoccupò di diffondere la notizia in tutta Europa, mentre Tommaso si prodigò come possibile nella speranza di smentirla. Inviò degli emissari a Mantova, dove furono ricevuti da papa Pio II il 10 luglio, prima che venisse a conoscenza dell'accusa mossa da Mattia. Radivoj figurava probabilmente tra gli emissari, poiché il pontefice colse l'occasione per rispondere a una sua richiesta sulla preghiera quotidiana.

### Ultimi anni
All'indomani della morte di re Tommaso, avvenuta nel luglio del 1461, si diffusero presto dei pettegolezzi, probabilmente infondati e frutto della fantasia, relativi a un potenziale assassinio commesso dal fratello e dal figlio. I rapporti tra Radivoj e il nuovo re, suo nipote, furono cordiali. Il 18 settembre dello stesso anno, fu emesso un documento dalla dubbia autenticità redatto in lingua bosniaca da Stefano in cui si confermava il possesso tutte le fortezze e degli altri possedimenti di Radivoj nel regno, ricompensandolo così per i suoi «fedeli e sinceri servigi prestati alla corona». Il dominio di Stefano si rivelò breve; senza alcuna prudenza, finì per scatenare un attacco ottomano che pose fine all'indipendenza della Bosnia nel maggio del 1463. Radivoj lo accompagnò nella sua tentata fuga in Croazia, ma i due finirono intercettati dagli uomini di Maometto II a Ključ, poco dopo che le autorità ragusane avevano deciso di inviargli della polvere da sparo. Radivoj fu giustiziato sul posto o insieme a Stefano nell'accampamento di Maometto, vicino a Jajce, poco più tardi. Il figlio tredicenne di Radivoj, Tvrtko, fu giustiziato insieme a lui. La vedova fuggì in Dalmazia e si risposò, mentre il figlio Mattia ricoprì per un certo periodo il ruolo di re fantoccio per conto dei turchi.